# Євгенія Гребенюк
Євгенія Гребенюк (нар. 10 лютого 1988) — колишня російська тенісистка.
Найвищу одиночну позицію світового рейтингу — 238 місце досягла 11 червня 2007, парну — 320 місце — 24 березня 2008 року.
Здобула 1 одиночний титул туру ITF.
Завершила кар'єру 2008 року.

## Фінали ITF

### Одиночний розряд (1–0)
| Результат | W–L | Дата     | Турнір               | Рівень | Покриття   | Суперниця          | Рахунок  |
| --------- | --- | -------- | -------------------- | ------ | ---------- | ------------------ | -------- |
| Перемога  | 1–0 | Жов 2006 | ITF Подольськ, Росія | 25,000 | Тверде (i) | Катерина Деголевич | 7–5, 7–6 |

## Фінали ITF серед юніорів

### Одиночний розряд (2–3)
| Легенда (Win/Loss) |
| ------------------ |
| Категорія GA       |
| Категорія G1       |
| Категорія G2       |
| Категорія G3       |
| Категорія G4       |
| Категорія G5       |

| Результат | Ранг | Дата          | Місце                  | Покриття | Суперниця            | Рахунок       |
| --------- | ---- | ------------- | ---------------------- | -------- | -------------------- | ------------- |
| Поразка   | 1.   | липень 2003   | Гіза, Єгипет           | Ґрунт    | Ева Фернандес Бругес | 6–7, 1–6      |
| Перемога  | 2.   | серпень 2003  | Каїр, Єгипет           | Ґрунт    | Сюй Веньсінь         | 6–7, 6–1, 6–3 |
| Поразка   | 3.   | листопад 2003 | Тампере, Фінляндія     | Килим    | Регіна Куликова      | 6–7, 3–6      |
| Перемога  | 4.   | січень 2004   | Братислава, Словаччина | Килим    | Євгенія Родіна       | 6–2, 4–6, 7–5 |
| Поразка   | 5.   | квітень 2004  | Мірамас, Франція       | Ґрунт    | Сунь Шеннань         | 6–4, 1–6, 0–6 |

### Парний розряд (0–4)
| Результат | Ранг | Дата          | Місце             | Покриття | Партнерка         | Суперниці                             | Рахунок            |
| --------- | ---- | ------------- | ----------------- | -------- | ----------------- | ------------------------------------- | ------------------ |
| Поразка   | 1.   | Тра 2001      | Тольятті, Росія   | Тверде   | Анна Чакветадзе   | Катерина Деголевич Natalia Yakimovich | 6–7, 2–6           |
| Поразка   | 2.   | липень 2003   | Гіза, Єгипет      | Ґрунт    | Весна Долонц      | Ая Ель Аккад Miray Eshak              | 6–7, 1–6           |
| Поразка   | 3.   | вересень 2003 | Новий Сад, Сербія | Ґрунт    | Катерина Полуніна | Марія Гугель Наталія Рахманіна        | 2–6, 6–4, 3–6      |
| Поразка   | 4.   | липень 2004   | Вельс, Австрія    | Ґрунт    | Олена Чалова      | Нікола Франькова Катержина Крамперова | 6–4, 3–6, 0–4 ret. |